# رجا حسن
رجا حسن (بالإنجليزية: Raja Hasan)‏ هو مغني هندي، ولد في 1 ديسمبر 1979.